# Cirrhilabrus aquamarinus
Cirrhilabrus aquamarinus là một loài cá biển thuộc chi Cirrhilabrus trong họ Cá bàng chài. Loài này được mô tả lần đầu tiên vào năm 2021.

## Từ nguyên
Tính từ định danh aquamarinus trong tiếng Latinh mang nghĩa là "có màu xanh nước biển", hàm ý đề cập đến màu xanh berin nổi bật trên cơ thể của loài cá này.

## Phân loại học
Cirrhilabrus solorensis là một loài được Pieter Bleeker mô tả khá vắn tắt nên đã dẫn đến những nhầm lẫn phân loại học về việc xác định danh tính thực sự của đơn vị phân loại này. Cho đến năm 2021, C. solorensis đã được mô tả khoa học lại một cách đầy đủ và chính xác, đồng thời phát hiện thêm hai loài mới từng bị nhầm với C. solorensis, là C. aquamarinus và Cirrhilabrus chaliasi.
C. solorensis cùng hai loài mới, cũng như các loài Cirrhilabrus aurantidorsalis, Cirrhilabrus cyanopleura, Cirrhilabrus luteovittatus, Cirrhilabrus randalli và Cirrhilabrus ryukyuensis đều có cùng một loài tổ tiên chung gần nhất nên tất cả được gộp vào một nhóm phức hợp loài C. cyanopleura.

## Phạm vi phân bố và môi trường sống
C. aquamarinus hiện chỉ được biết đến ở phía đông đảo Sulawesi, hiếm gặp hơn tại đảo Banda Neira (ở giữa quần đảo Maluku). Loài này sống tập trung gần các rạn san hô trên nền đá vụn ở độ sâu 5–20 m.

## Mô tả
Chiều dài lớn nhất được ghi nhận ở C. aquamarinus là 7,7 cm, thuộc về mẫu định danh.
Cá đực có đầu màu vàng tươi, vùng trước lưng (sau đỉnh đầu) có màu cam sáng. Nắp mang có một vệt màu chàm kéo dài xuống dưới cằm. Vùng lưng dọc theo gốc vây lưng, cũng như gốc các vây đuôi, vây hậu môn và vây ngực đều có màu chàm hoặc xanh lam rất thẫm. Hai bên thân có màu xanh berin đến xanh mòng két. Cá cái có đầu màu hồng cam, phớt xanh lục ở mõm và gáy. Thân có màu ô liu, hồng hơn ở bụng. Cuống đuôi có đốm đen nhỏ. Các vây trong suốt; vây lưng, vây đuôi và vây hậu môn màu cam nhạt, màu xanh óng ở gần rìa với nhiều vệt sọc xanh trên vây; vây bụng xanh nhạt; phớt hồng ở vây ngực.
Số gai ở vây lưng: 11; Số tia vây ở vây lưng: 9; Số gai ở vây hậu môn: 3; Số tia vây ở vây hậu môn: 9; Số tia vây ở vây ngực: 15; Số gai ở vây bụng: 1; Số tia vây ở vây bụng: 5; Số lược mang: 16–19.

## Sinh thái học
Các thành viên trong phức hợp loài cyanopleura được biết đến với khả năng tự phát huỳnh quang đỏ khá mạnh, với cường độ và sự phân bổ huỳnh quang trên cơ thể khác nhau giữa cá đực và cái tùy từng loài.